# Madge Syers
Florence Madeleine Cave in Syers, detta Madge, (Londra, 16 settembre 1881 – Weybridge, 9 settembre 1917) è stata una pattinatrice artistica su ghiaccio britannica, pioniera del pattinaggio di figura femminile, prima campionessa mondiale e olimpica nel singolo donne.

## Biografia
All'inizio del XX secolo il pattinaggio di figura femminile non era ancora riconosciuto come sport agonistico individuale. Le donne potevano solo cimentarsi nelle gare a coppie assieme a un partner maschile. Le competizioni individuali erano riservate agli uomini.
Anche Florence "Madge" Cave iniziò la carriera agonistica gareggiando in coppia con Edgar Syers, più grande di lei di 19 anni, che sarebbe diventato suo marito nel 1900 e suo allenatore. Fu lui a incoraggiarla a pattinare con lo stile internazionale, abbandonando quello rigido, caratterizzato da movimenti del corpo molto limitati, che predominava in Gran Bretagna. Madge Syers (così compare negli albi d'oro dell'International Skating Union) chiese e ottenne di iscriversi al Campionato mondiale del 1902 organizzato a Londra, sfruttando una lacuna del regolamento che non conteneva indicazioni sul sesso dei concorrenti. Si classificò seconda, battendo tutti gli uomini partecipanti a eccezione del campione svedese Ulrich Salchow. Subito dopo l'International Skating Union (ISU) vietò le competizioni miste a livello individuale. Nel 1906 istituì il campionato mondiale femminile, di cui Syers vinse le prime due edizioni.
La National Skating Association of Great Britain inizialmente non si uniformò alla decisione dell'ISU, e per molti anni le pattinatrici continuarono a gareggiare assieme agli uomini. Syers riuscì a imporsi nella Swedish Cup, il campionato britannico di pattinaggio di figura individuale, nel 1903 e nel 1904; in quell'anno fu prima proprio davanti al marito, che arrivò secondo.

### Campionessa olimpica

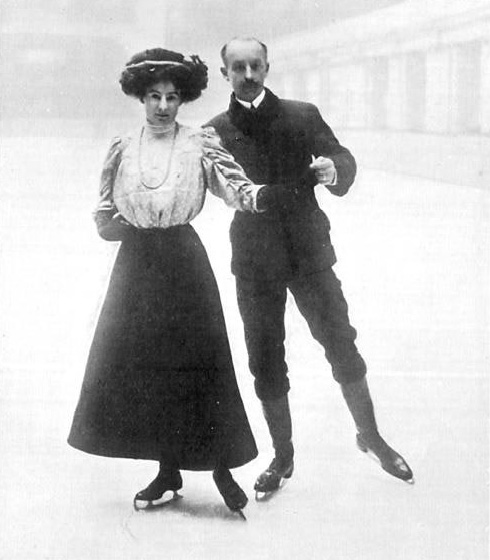
Madge Syers con il marito Edgar alle Olimpiadi del 1908

Syers si ritirò dalle competizioni nella primavera del 1907, ma tornò a gareggiare alle Olimpiadi di Londra nell'ottobre del 1908, dopo oltre un anno di pausa. Non erano ancora stati istituiti Giochi Invernali separati (i primi Giochi olimpici invernali si svolsero nel 1924), ma in quell'edizione il programma era stato diviso in due sessioni, quella estiva e quella autunnale, che prevedeva anche il pattinaggio di figura e l'hockey su ghiaccio. Le gare si svolsero il 28 e 29 ottobre presso il Prince's Skating Club Rink di Knightsbridge. Florence Syers (come appare nel Rapporto Ufficiale della IV Olimpiade e nel database del CIO) partecipò sia al concorso individuale femminile, sia alla gara a coppie assieme al marito. Vinse l'oro nel singolo, diventando così la prima campionessa olimpica del pattinaggio femminile, e il bronzo nella gara a coppie.
Syers, che era stata capace di vincere anche competizioni minori di nuoto ed equitazione, si ritirò per motivi di salute. Morì di malattia nel 1917, a soli 35 anni.

## Premi e riconoscimenti
Nel 1981, il nome di Madge Syers fu inserito nella World Figure Skating Hall of Fame, la hall of fame internazionale del pattinaggio di figura.

## Al cinema
Madge Syers appare insieme al marito in un documentario del 1914 prodotto dalla Edison Company, On the Ice, che venne girato a Wengen.

## Palmarès
| Evento              | 1906 | 1907 | 1908 |
| ------------------- | ---- | ---- | ---- |
| Giochi olimpici     |      |      | 1°   |
| Campionati mondiali | 1°   | 1°   |      |

| Evento                | 1902 | 1903 | 1904 |
| --------------------- | ---- | ---- | ---- |
| Campionati mondiali   | 2°   |      |      |
| Campionati britannici |      | 1°   | 1°   |

| Evento          | 1908 |
| --------------- | ---- |
| Giochi olimpici | 3°   |